# Duck tolling retriever da Nova Escócia
Duck tolling retriever da Nova Escócia[Nota] (em inglês:  Nova Scotia duck tolling retriever) é uma raça cujo nome nasceu de sua função original nas caçadas: o caçador, escondido, joga um galho na margem do rio; sem ladrar, o cão o recolhe, o que atrai a atenção de patos e gansos para a mira. Fisicamente, sua pelagem densa pode atingir qualquer tom de vermelho e é ainda à prova d'água, o que o mantém aquecido. De estrutura compacta, tem seu adestramento considerado fácil, característica comum aos retrievers.